# Agonopterix propinquella
Agonopterix propinquella là một loài bướm đêm thuộc họ Oecophoridae. Nó được tìm thấy ở châu Âu.
Sải cánh dài 16–19 mm. Con trưởng thành bay từ tháng 9 đến tháng 7 tùy theo địa điểm.
Ấu trùng ăn lá các loài Cirsium vulgare và Cirsium arvense, và Carduus.